# 内柴事件
内柴事件（うちしばじけん）は、オリンピック柔道男子金メダリストであり九州看護福祉大学女子柔道部コーチであった内柴正人が2011年に起こした事件である。

## 概要
2011年9月中旬に九州看護福祉大学女子柔道部は三泊四日の合宿に東京都八王子市のホテルで女子部員4人と内柴正人コーチと男性コーチらが参加していた。同年9月19日から9月20日にかけて内柴コーチが関係者と飲食店やカラオケボックスで19歳だった女子部員Aへ酒を飲ませ、「ぐったりして一切動きの無い状態であり、ほとんど意識の無い状態」のAを背中に担いでホテルの部屋に戻り二人きりになった際に性行為を行った。
2011年11月8日、九州看護福祉大学女子柔道部において内柴コーチによる女子部員へのセクハラ疑惑がマスメディアで報じられる。2011年11月29日、九州看護福祉大学は内柴のセクハラ行為に関する調査結果について、未成年女子部員の飲酒を黙認し、その後セクハラ行為を行ったとし、内柴に対し懲戒解雇処分を発表した。
内柴は事件前の2003年3月に結婚していたが、事件による逮捕後の一審裁判中の2012年12月に離婚したと報じられた。
元女性部員が九州看護福祉大を運営する学校法人に約4780万円の損害賠償を求める民事訴訟を起こし、2017年3月9日に京都地裁は「（大学が内柴を）相当の注意をもって監督したとは認められない」として慰謝料など約480万円の支払いを命じる判決を言い渡した。

## 刑事裁判
12月6日、準強姦容疑で警視庁に逮捕された。内柴は「納得いかない。合意だった」と容疑を否認。12月27日、東京地検は同罪で内柴を起訴。12月29日、東京地裁は内柴の保釈請求を却下。2012年3月30日、東京地裁は内柴の保釈請求を再び却下。

### 第一審・東京地方裁判所
2012年9月12日、東京地裁の初公判が行われ、内柴は「合意の上で行為に及んだ」と無罪を主張。同年12月21日の結審まで7回の期日が指定された。
まず、検察の冒頭陳述では、内柴が抵抗するAの口をふさぎ室内のテレビの音量を上げて姦淫後には「犯されたんじゃないよな」と口止めを強要してきたことが述べられた。さらに、公判の過程で、
- 事件直前に飲食店で内柴が主導する形で生ビール15杯・巨峰サワー8杯・焼酎2本・ワイン2本を計7人で急速に酔いが回る一気飲みのルールで飲んでいたこと
- 内柴が「口裏を合わせてでも、本当も嘘も使ってかばってほしかった」「そもそも俺がインポってことにすれば…」などと隠蔽工作を疑わせる内容の携帯メールを男性コーチら関係者に送信していたこと
- 内柴の指示によって大学の師範室などに隠してあったアダルトグッズ、アダルトDVDや避妊具の処分を男性コーチに行わせており、内柴が教え子と常態的に性的行為に及んでいた疑惑があること
- 内柴が過去に交際した女性に認知はしていないものの子供の養育費を送っていたこと

が明らかになり、また翌朝に謝罪され5万円を渡されたとするAの証言が読み上げられた。
また、事件の当日の合宿先のホテルではA以外にも女性部員B及びCとも性行為をしており、合宿に参加していた女子部員4人中3人と性行為を持っていたことが明らかになった。Bとは合宿以前から交際関係にあった（内柴は既婚者だったが、Bは「柔道部内の『本妻』」と報道されている）ものの、Cは、「就寝中に乱暴された。拒否すれば指導を受けられなくなると思い、抵抗できなかった」と述べ、当初は被害届を提出していたが、「話すのも辛い」として被害届を取り下げている。
12月26日、検察側は「指導者としての品性のかけらもなく、卑劣極まりない犯行だ」と述べ、懲役5年を求刑した。
2013年2月1日、東京地裁（鬼沢友直裁判長）は、以下の理由で求刑通り懲役5年の実刑判決を言い渡した。
まず、内柴が「被害者がカラオケ室内で口淫行為をして誘ってきたから性交した」と主張していたことに対しては、被害者はほとんど酔いつぶれて寝ている状態で何らかの行動をできるというような状態にないこと、および、カラオケ室内での口淫行為という異常な行動がとられれば目にとまらないはずがないが、カラオケ室内にいた内柴の「親しい後輩」2人がいずれも被害者による口淫行為を目撃していないことから、「被告人の発言は、被害者が当時酔いつぶれていて意識を失っていたことを利用しての虚言といわざるを得ない」と判示された。結局、裁判長は、「被告人の公判供述は信用することができない」、「被告人は指導者の立場にありながら、被害者の心情を無視した被告人の行為は悪質である」など内柴側の主張を全面的に退けた。内柴側は引き続き無罪を主張、即日東京高等裁判所に控訴した。

### 第二審・東京高等裁判所
2013年10月4日、東京高裁（金谷暁裁判長）で控訴審初公判が行われたものの、弁護人側が求めていた被告人質問の機会と新たな証拠の採用がことごとく却下された。審理はわずか30分ほどで終了して、即日結審となった。12月11日、「被告の無罪主張は不合理、信用出来ない」との趣旨で控訴棄却。内柴側は即日上告。

### 終審・最高裁判所
2014年4月23日付で、最高裁判所は被告人側の上告を棄却する決定をした。懲役5年の実刑とした一審、二審判決が確定することとなる。

## 各方面の対応
司法以外でも内柴の準強姦事件の逮捕を受けて、以下のような処分が検討されたり、実施されている。

### 柔道関係
内柴の逮捕を受けて、全日本柔道連盟（全柔連）は会員登録の抹消を含む処分を検討することを示唆し、永久追放となる可能性が浮上した。
全柔連の寄付行為登録規定第19条には「本連盟の名誉を傷つける行為」があった場合は登録を取り消すことができると規定されている。全柔連の登録抹消となると選手としてはおろか指導者としても大会参加などができなくなる。
全柔連調査委員会は、内柴の指導者登録を2011年12月27日付で停止したことを2012年1月10日に明らかにした。
一審有罪判決を受けた2012年2月5日に、全柔連は内柴を会員登録の永久停止処分にした。講道館の会員資格剥奪となると講道館が認定している内柴の段位（五段）及び黒帯が消えることになる。

### 顕彰関係
内閣府の紫綬褒章
内閣府から「学術、芸術、技術開発等の功労者」として内柴に五輪金メダル獲得を受けて2004年と2008年にそれぞれ授与されている。
2014年4月に実刑判決が確定し、勲章褫奪令に基づき、同年5月10日付で紫綬褒章は褫奪された。褫奪されたことにより、官報に掲載され、紫綬褒章を返還しなければならず、紫綬褒章受章者であると名乗ることも認められなくなる。
文部科学省のスポーツ功労者顕彰等
アテネ、北京の両五輪で金メダルを獲得した際に、2005年には世界選手権2位で過去に計4回のスポーツ功労者顕彰の顕彰、表彰歴がある。
中川正春文部科学大臣は「現在捜査中であり、対応については慎重に検討したい」とする一方で、現在は顕彰を取り消す規定がないことから「（規定を）改正する必要があれば改正するなど、顕彰規定そのものの見直しも含めて考えたい」と述べた。
東京都の「東京都栄誉賞」「都民スポーツ大賞」
東京都は内柴が五輪金メダルを獲得した2004年と2008年に東京都栄誉賞を、2008年には都民スポーツ大賞を授与した。2014年4月23日付最高裁判所決定により実刑判決が確定することになったため、2014年5月1日付で両賞を剥奪する旨を公表した。併せて、東京都栄誉賞副賞二回分60万円の返還を求めた。
熊本県の「県民栄誉賞・同特別賞」「記念植樹の標石」
熊本県は内柴が五輪金メダルを獲得した2004年に県民特別賞を授与し、2回目の五輪メダルを獲得した2008年に栄誉賞「特別賞」を新設して授与した。しかし、内柴逮捕を受けて12月8日に表彰要項に「表彰を受けた者が本人の責めに帰すべき行為によって栄誉を著しく失墜した時に、知事が取り消しできる」旨の取り消し規定の条項を急遽新設。内柴について、司法による罪の判断以前に教え子を酔わせ性行為を行ったこと自体を問題とし、県民栄誉賞の取り消し規定を適用して県民栄誉賞と同特別賞を剥奪した。また、特別賞受賞後に内柴が県庁前庭にサザンカとツバキを記念植樹しているが、内柴の名前や植樹日付などを刻んだ大理石の標石が12月9日に撤去された。
合志市の「名誉市民」
熊本県合志市は市制移行前の合志町時代の2004年に内柴に町民栄誉賞を贈り、市制移行後の2008年に内柴を名誉市民としていた。名誉市民条例の「著しく名誉を失い、尊敬を受けなくなった場合には称号を取り消すことが出来る」という規定を適用し、2011年12月16日に取り消しを決めた。
阿蘇市の「名誉市民」
2008年9月、熊本県阿蘇市は2大会連続五輪金メダルという偉業をたたえ、中学時代を阿蘇で過ごした内柴に第1号の市民栄誉賞を贈った。しかし、内柴の逮捕を受け、阿蘇市は「受賞者が本人の行為で著しく名誉を失い、市民の尊敬を受けなくなった場合、市長は賞を取り消すことができる」と取り消しの要項を急遽規定し、12月13日に取り消した。
延岡市の「市ゆかりの歴代オリンピック出場選手モニュメント」
宮崎県延岡市はアテネ五輪出場を記念してJR延岡駅前に設置してある手形モニュメントが1999年から設置されており、内柴が金メダルを獲得した2004年に旭化成在籍時に延岡市に居住していたことから手形が作成された。しかし、準強姦罪の逮捕を受けて、2011年12月12日にJR延岡駅前に設置している「市ゆかりの歴代オリンピック出場選手モニュメント」から内柴の手形を撤去する方針を決めた。